# Адапазари
Адапазари (тур. Adapazarı) — місто у Туреччині, адміністративний центр ілу Сакар'я. 

## Географія
Місто розташоване на північному заході Туреччині, на березі річки Сакар'я.

## Клімат
| Кліматограма Адапазари | Кліматограма Адапазари | Кліматограма Адапазари | Кліматограма Адапазари | Кліматограма Адапазари | Кліматограма Адапазари | Кліматограма Адапазари | Кліматограма Адапазари | Кліматограма Адапазари | Кліматограма Адапазари | Кліматограма Адапазари | Кліматограма Адапазари |
| --- | ---------------------- | ---------------------- | ---------------------- | ---------------------- | ---------------------- | ---------------------- | ---------------------- | ---------------------- | ---------------------- | ---------------------- | ---------------------- |
| С | Л                      | Б                      | К                      | Т                      | Ч                      | Л                      | С                      | В                      | Ж                      | Л                      | Г                      |
| 99 9 0 | 91 11 1                | 98 14 3                | 79 18 7                | 77 22 11               | 73 26 16               | 43 28 18               | 45 28 19               | 63 25 15               | 90 20 11               | 80 16 6                | 110 11 2               |
| Середня макс. і мін. температури повітря (°C) Атмосферні опади (мм), за рік : 948 мм. Джерело: «Climate-Data.org» (англ.) |                        |                        |                        |                        |                        |                        |                        |                        |                        |                        |                        |

## Населення
Чисельність населення міста налічує 281,489 осіб, станом на 2022 рік.

## Економіка
У місті розвинена машинобудування, целюлозно-паперова, хімічна, харчова та шкіряна промисловість. Розташований автомобільний завод компанії Toyota та завод підприємства Hyundai EURotem.

## Галерея

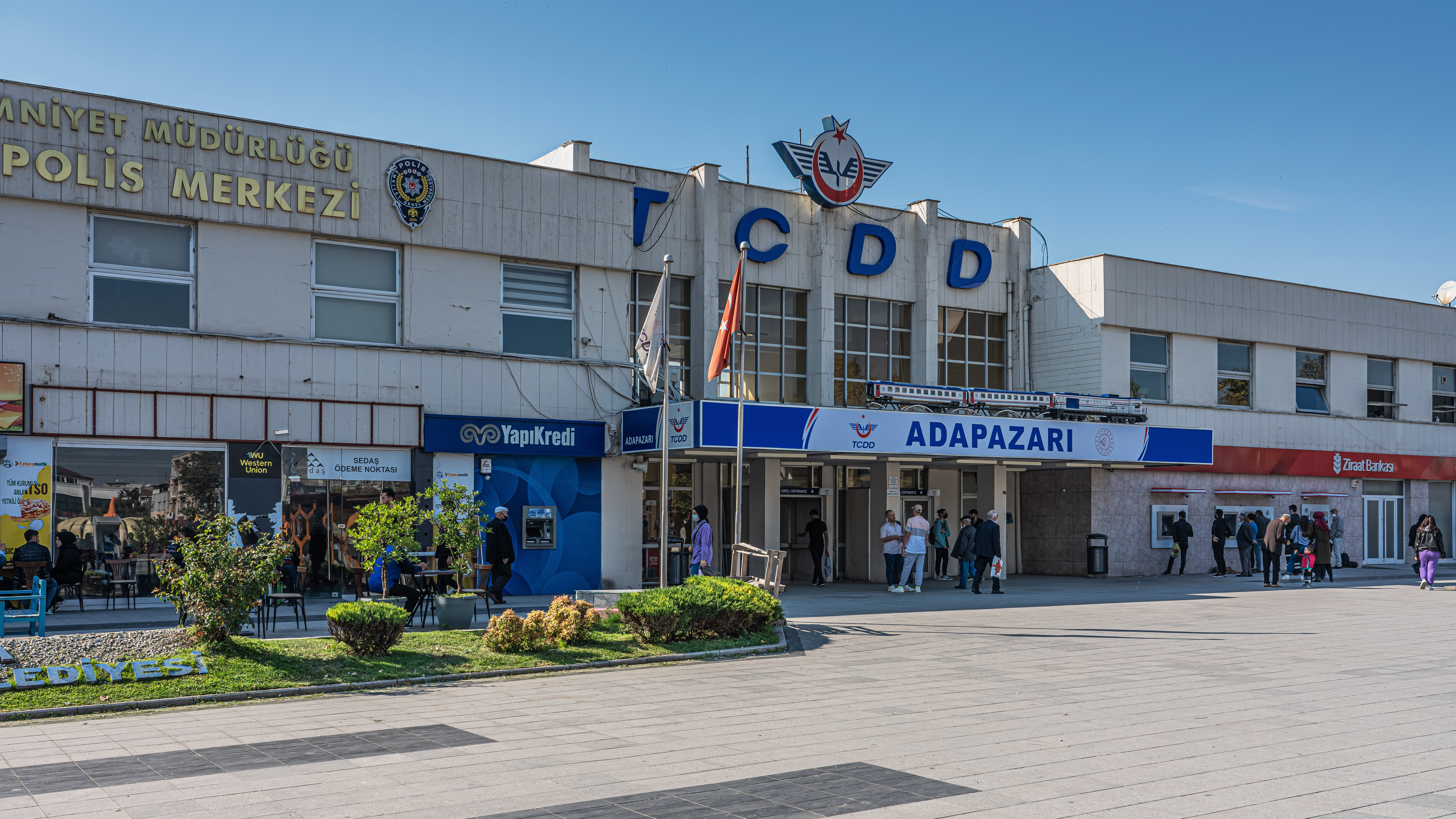
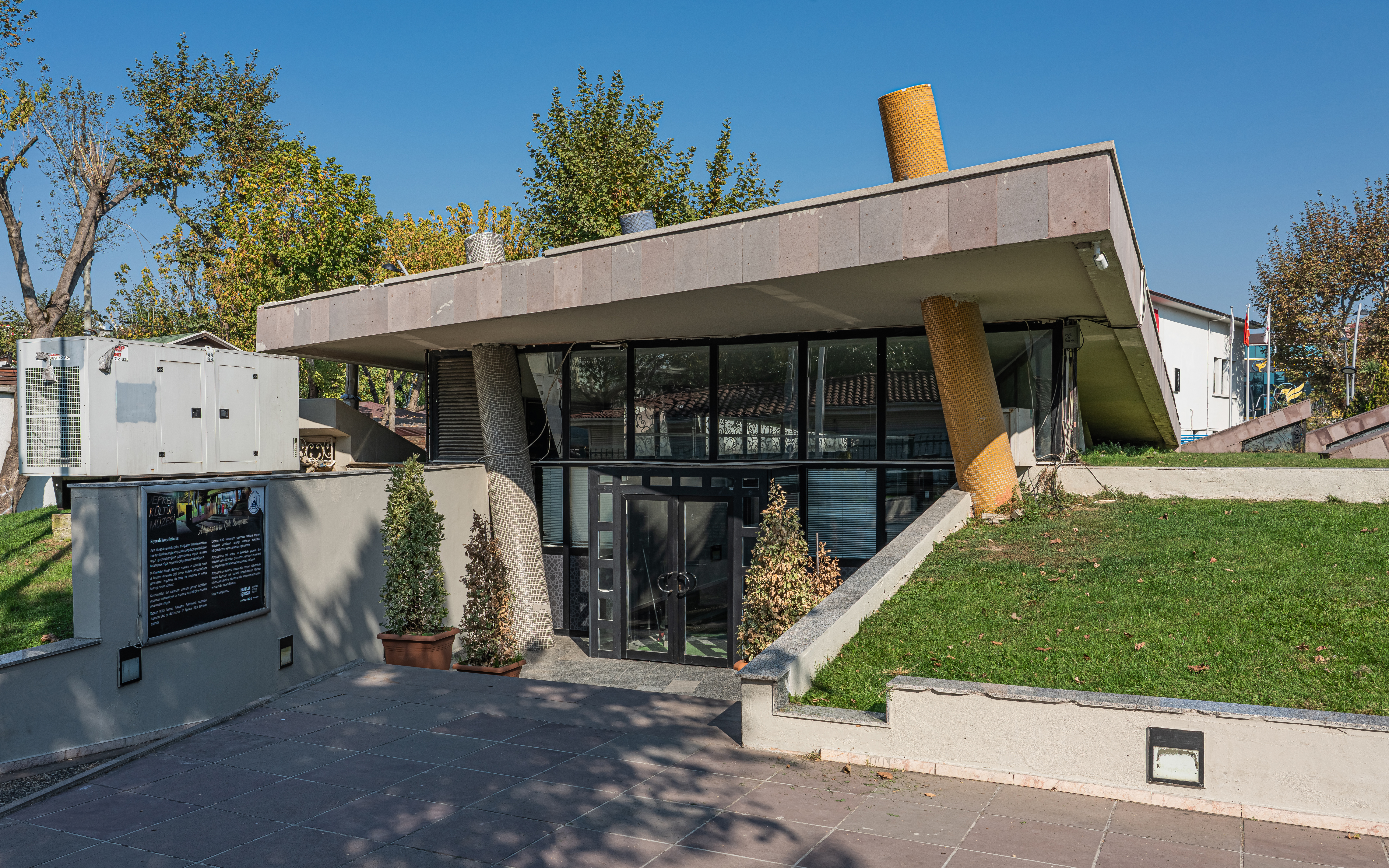
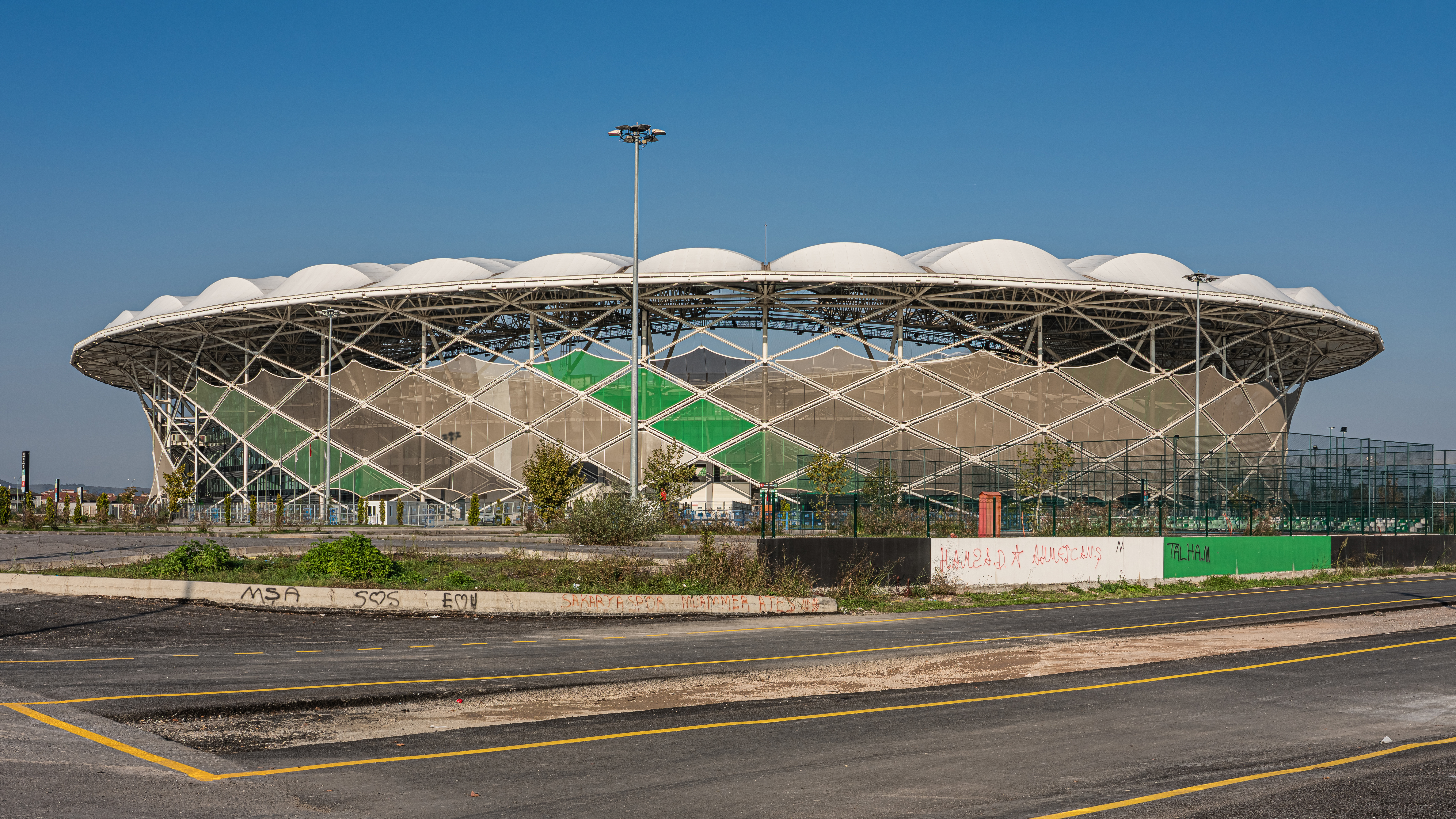
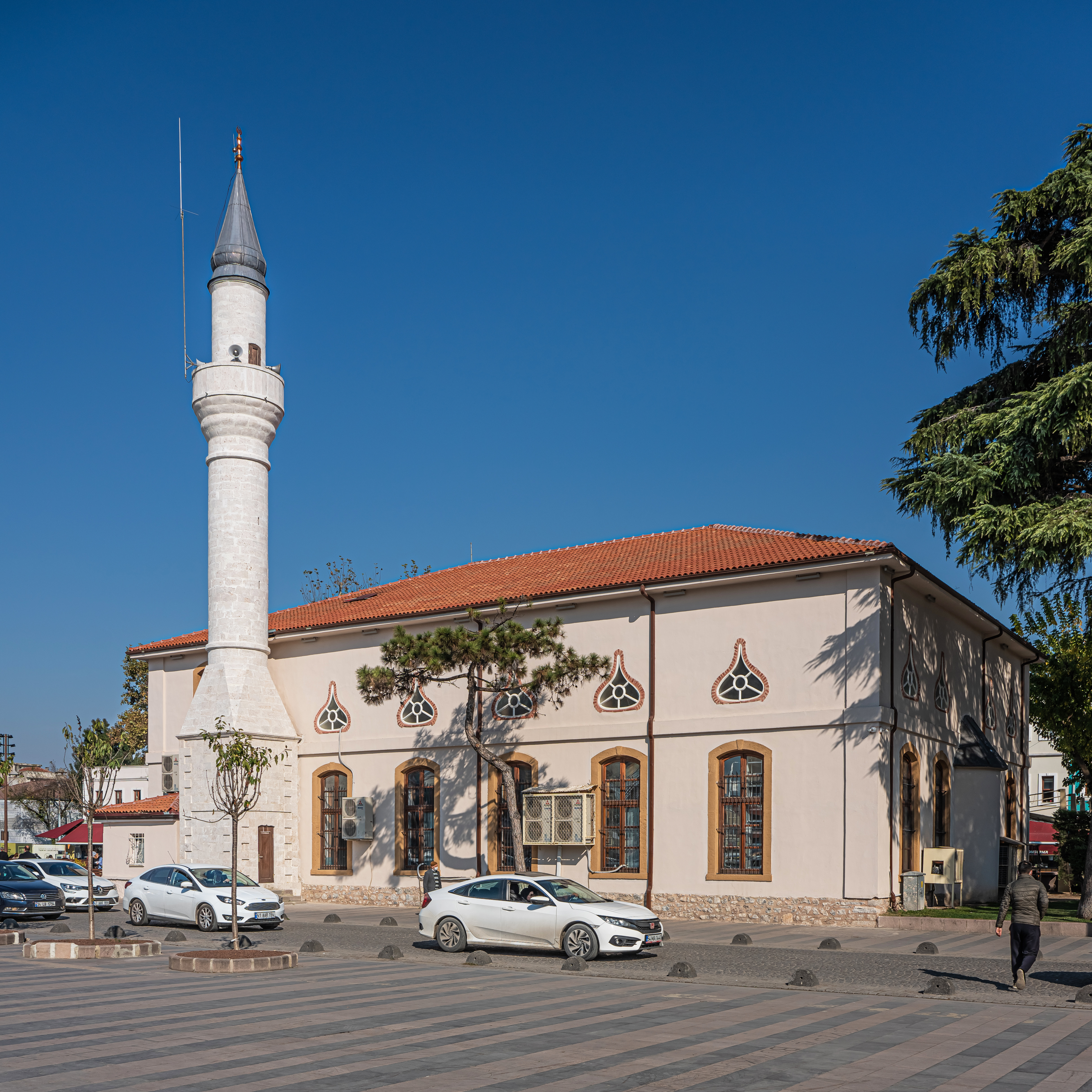
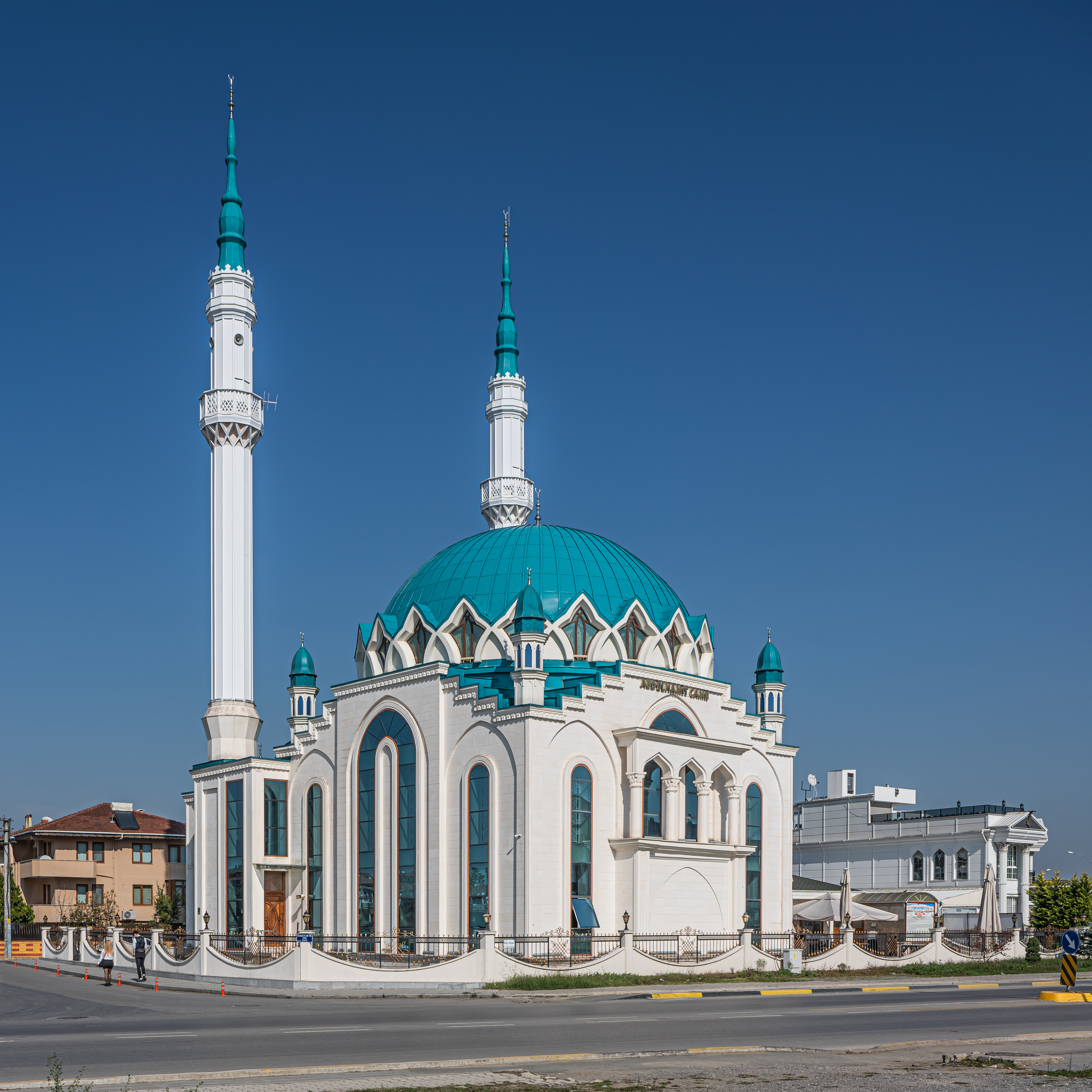
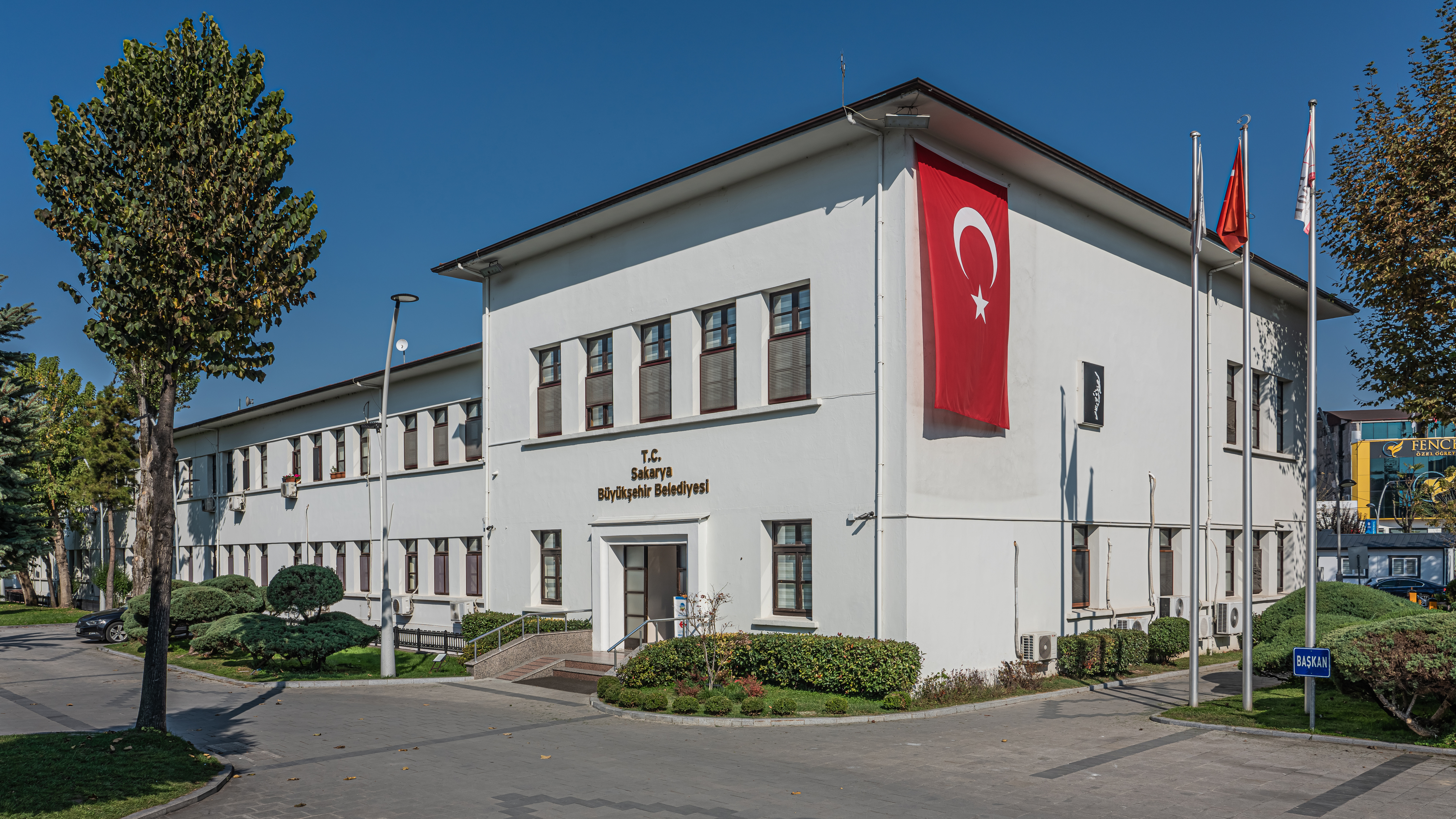
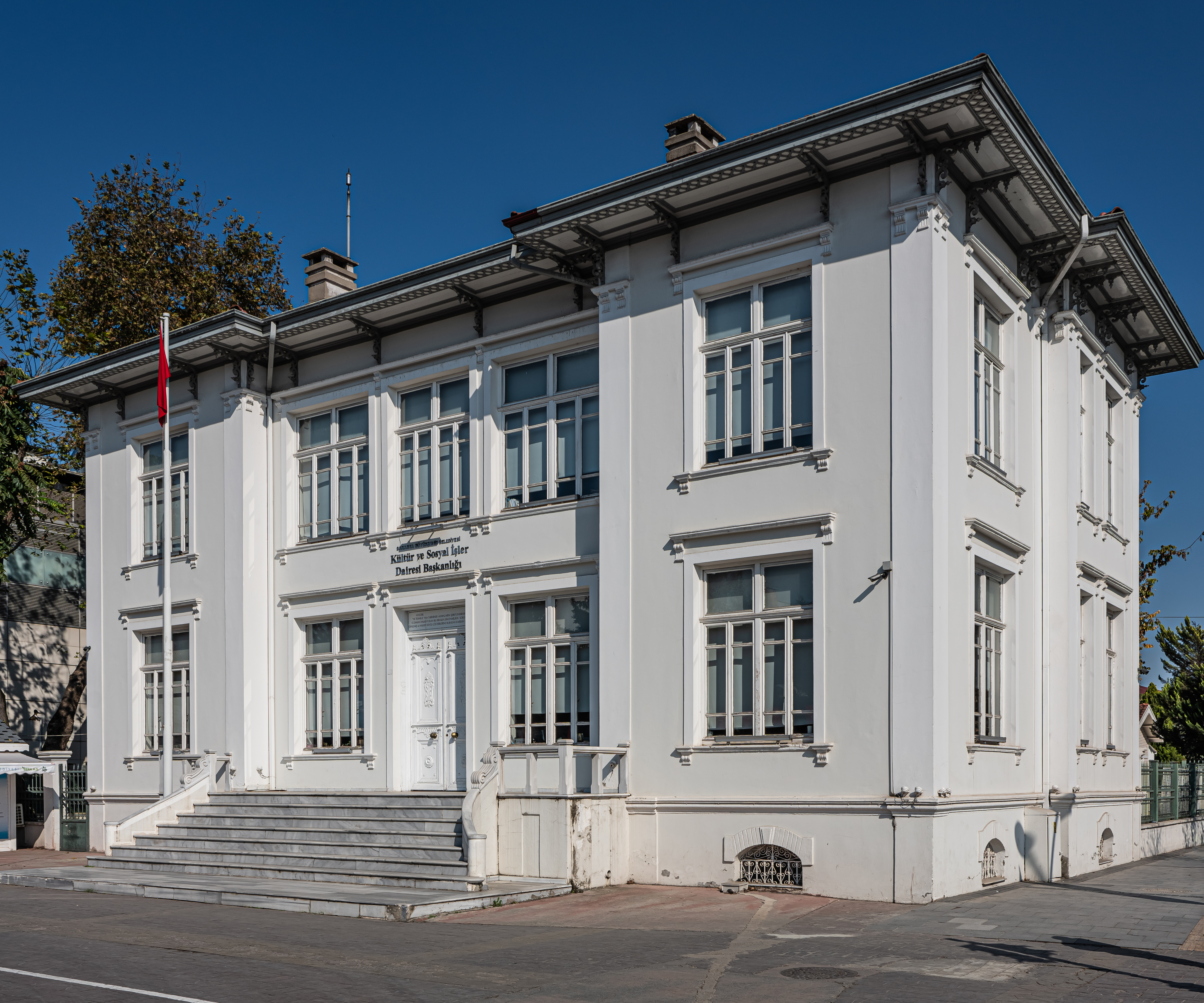
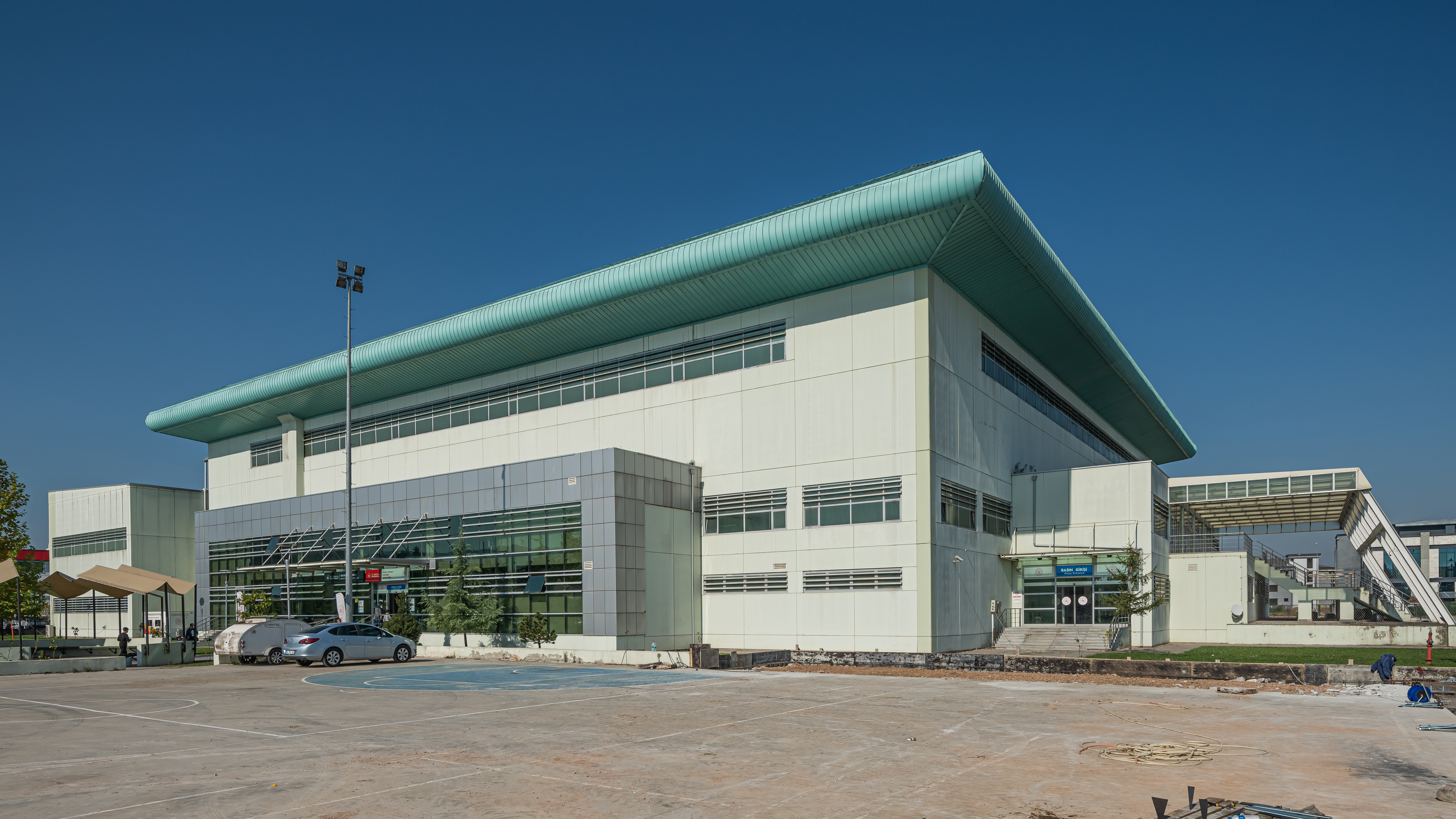

## Спорт
У місті базується ФК «Сакар'яспор».

## Відомі особистості
У місті народилась:
- Айфер Тунч (* 1964) — турецька письменниця.
- Саїт Фаїк Абасияник — турецький письменник.
- Берат Єнілмез — турецький театральний та кіноактор.

## Міста-побратими
- Делфт, Нідерланди
- Луїсвілл, США (26 листопада 2012)
- Шумен, Болгарія